# 古別利齊
50°23′41″N 26°52′41″E / 50.39472°N 26.87806°E
古別利齊（烏克蘭語：Губельці），是烏克蘭西部的村莊，隸屬赫梅利尼茨基州的舍佩蒂夫卡區。該村始建於1593年，面積1.9平方公里，海拔高度219米，2001年人口477，人口密度每平方公里251.1人。